# フランチェスコ・ルテッリ
フランチェスコ・ルテッリ（イタリア語: Francesco Rutelli、1954年6月14日 - ）は、イタリアの政治家。上院議員（1期）。
下院議員（5期）。副首相兼文化財・文化活動大臣、マルゲリータ党首（初代）、ローマ市長（第61代）を歴任。

## 概要
ラツィオ州ローマ県ローマ出身。
1975年、イタリア急進主義者（RI）に入党し、1981年に書記長就任。1983年の下院（代議院）総選挙に出馬、当選し翌1984年にRI下院議員団長に就任する。 
1989年、RIを離党し緑の連盟（Verdi）の設立に加わり、翌1990年全国議長に就任。1993年、下院議員を辞職しローマ市長選挙に出馬、決選投票でイタリア社会運動・国民同盟（MSI-AN）のジャンフランコ・フィーニを破り当選する。
1999年、市長在任のまま欧州民主党から欧州議会選挙に出馬、当選する。2001年、中道左派連合「オリーブの木」の首相候補に指名され市長を辞職して下院選に再出馬するも、シルヴィオ・ベルルスコーニ率いる中道右派連合「自由の家」に敗北する。
2002年、中道・キリスト教左派などの小政党を合流してマルゲリータ（DL）を結成し、党首に就任。左翼民主主義者（DS）のワルテル・ヴェルトローニとともに中道左派連合「ルニオーネ」結成、政権交代を牽引した。2006年、第2次プローディ内閣の発足により副首相兼文化財・文化活動大臣に就任。2007年、MLとDSなどの合流による新党・民主党（PD）結成に尽力した。
2008年、ヴェルトローニがPDの首相候補として国政復帰によりローマ市長を辞職、ルテッリはそれに伴う市長選への出馬を表明した。しかし自由の人民公認のジャンニ・アレマノに敗北した。

## 外部リンク

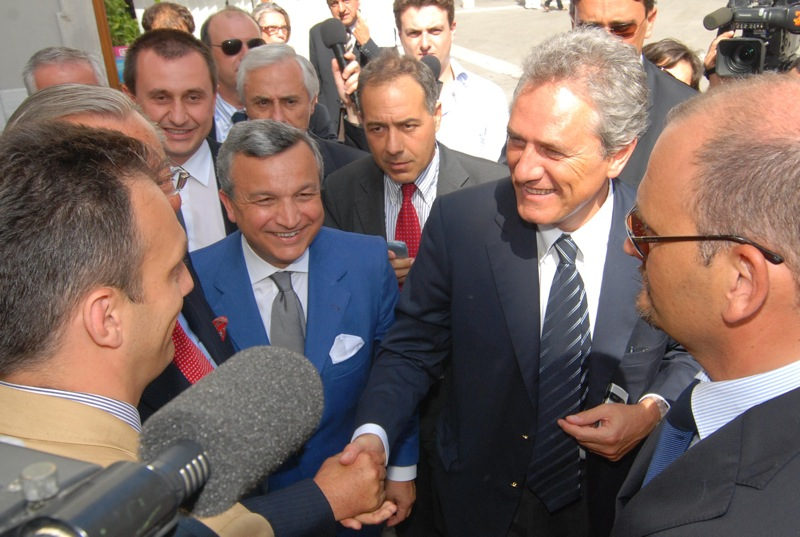
フランチェスコ・ルテッリ